# Triumfetta mexiae
Triumfetta mexiae är en malvaväxtart som beskrevs av Julius Sterling Morton och Lay. Triumfetta mexiae ingår i släktet triumfettor, och familjen malvaväxter. Inga underarter finns listade i Catalogue of Life.